# رباط درشت‌نی نازک‌نی قدامی
رباط درشت‌نئی‌نازک‌نئی قدامی یا رباط تیبیوفیبولار قدامی (به انگلیسی: Anterior tibiofibular ligament) نواری از الیاف مسطح و ذوزنقه‌ای است که در زیر نسبت به بالا گسترده‌تر است و به صورت مایل به سمت پایین و کناره در میان حاشیه مجاور درشت‌نی و نازک‌نی گسترش می‌یابد؛ همچنین از جنبه جلویی از مفصل رشته‌ای می‌گذرد.
این رباط در روبه‌رو با ماهیچه نازک‌نئی طرفی از زردپی پهن پا و پوست و در پشت با رباط میان استخوانی و در تماس با غضروف پوشاننده استخوان ران در ارتباط است.

## نگارخانه

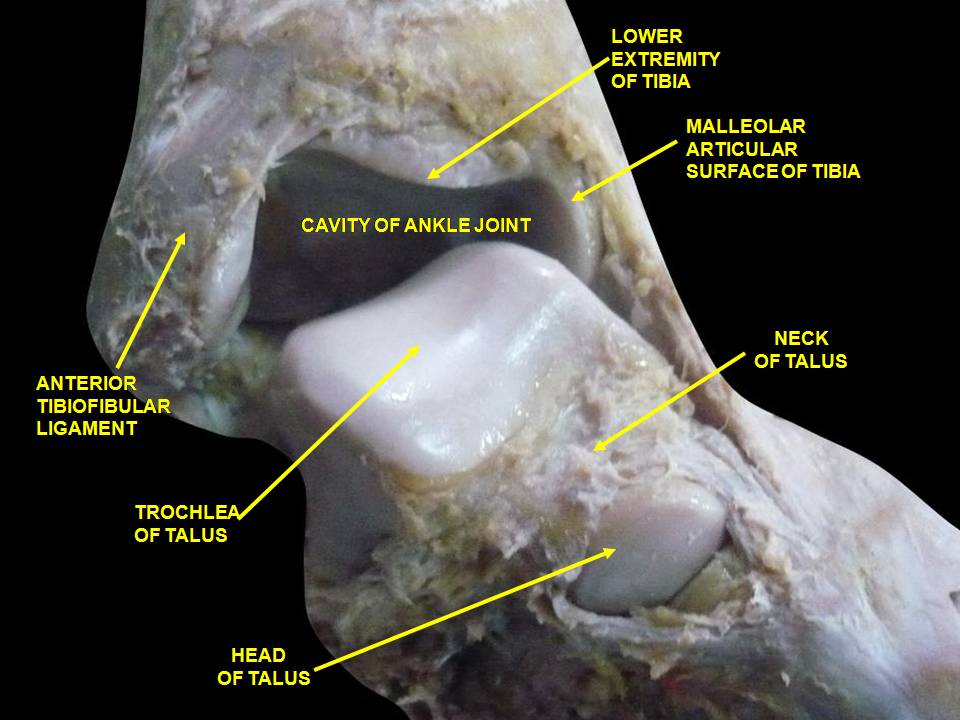
مفصل مچ پا با تشریح عمیق از نمای قدامی
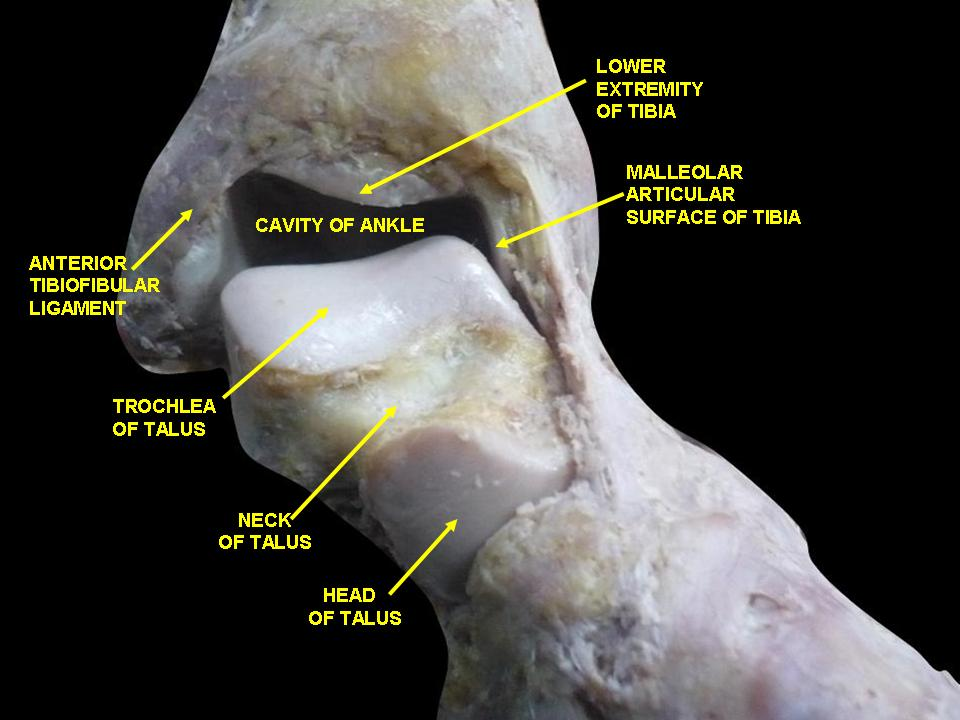
مفصل مچ پا با تشریح عمیق
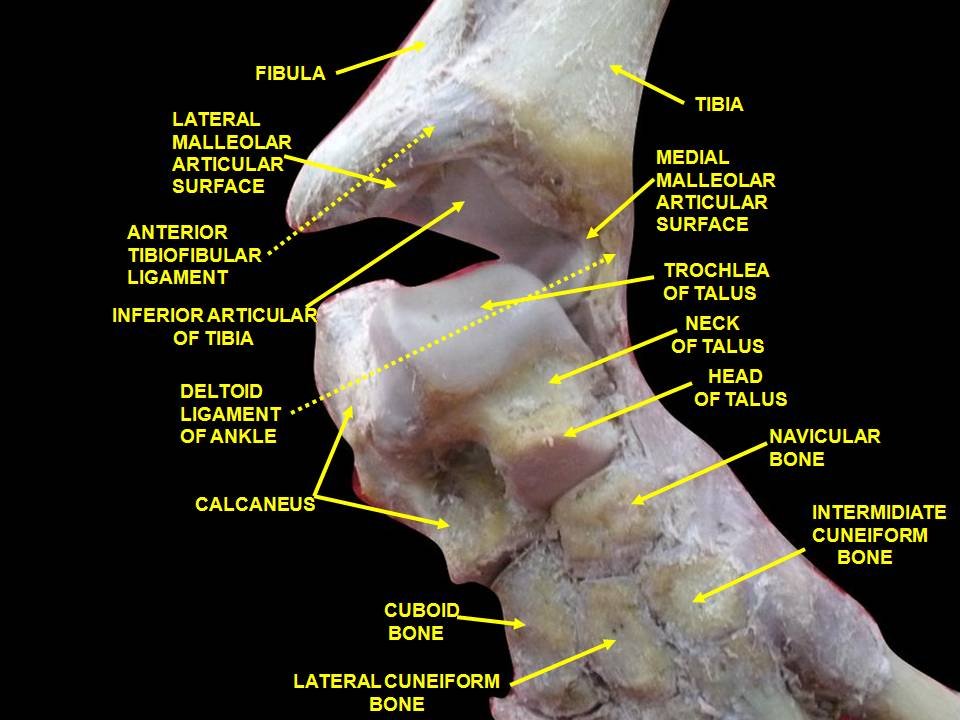
مفصل مچ پا با تشریح عمیق
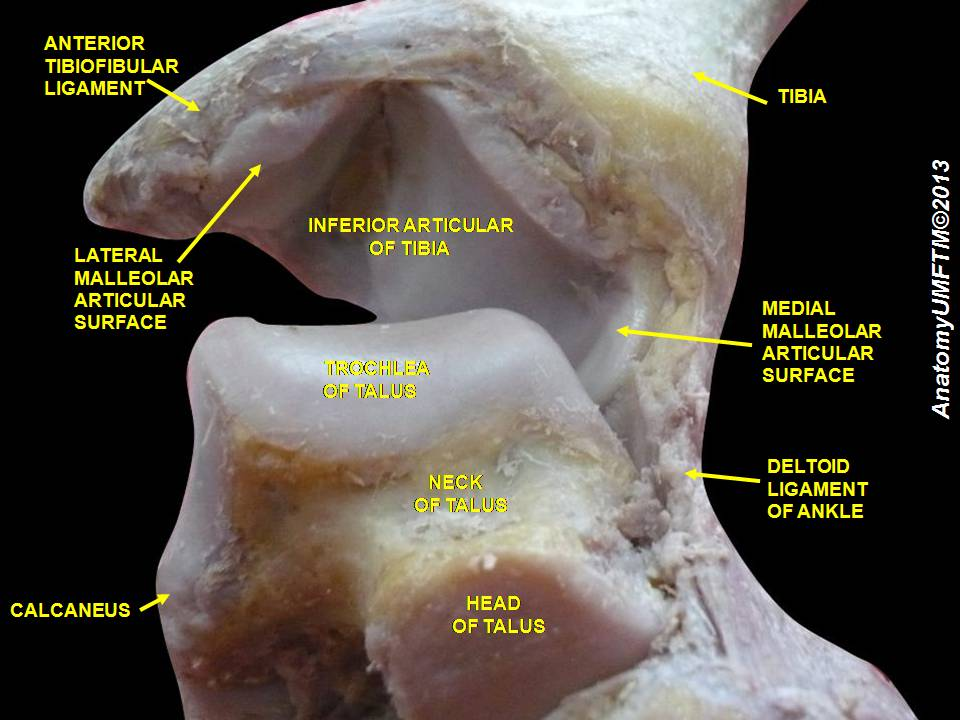
مفصل مچ پا با تشریح عمیق